# Euritina eurita
Euritina eurita is een uitgestorven mosdiertjessoort uit de familie van de Onychocellidae. De wetenschappelijke naam van de soort is, als Eschara eurita, voor het eerst geldig gepubliceerd in 1851 door d'Orbigny.